# Дъглас Дейкин
Дъглас Дейкин (на английски: Douglas Dakin) е британски историк, почетен професор по история на колежа Бъркбек към Лондонския университет (1935 – 1974), специалист по история на модерна Гърция.

## Биография
Дъглас Дейкин е роден през 1907 година в село в графство Глостършър, Англия. Баща му е учител и директор на селското училище. Дейкин завършва гимназия през 1920 година, а през 1926 година записва история в Петерхаус колидж към Кеймбриджкия университет. От 1931 година преподава, а скоро след това започва докторската си дисертация в колежа Бъркбек към Лондонския университет. Първоначалните му исторически интереси са свързани с Франция от XVIII век, но след Втората световна война, през която служи в Египет и Гърция като връзка между британските и гръцките ВВС, интересът му се насочва към новата гръцка история.
Отличен е с гръцкото държавно отличие „Орден на Феникса“, от 1971 година е член-кореспондент на Атинската академия, а от 1974 година е почетен доктор на Солунския университет. Дарява 850 книги от колекцията си на Кипърския университет. Умира през 1995 година във Великобритания.